# ジャービス・ウィリアムズ
ジャービス・ウイリアムズ（Jarvis Williams、1989年10月10日 - ）は、アメリカ合衆国のバスケットボール選手である。ポジションはガード、フォワード。2013年よりプロ選手となる。2015-16シーズンにはbjリーグの高松ファイブアローズに所属し、bjリーグオールスターゲームに選出された。

## 来歴
ウィスコンシン州、ミルウォーキー出身。リンデ・アンド・ハリー・ブラッドレイ・テクノロジー・アンド・トレード・スクールからカークウッド・コミュニティカレッジを経てウィスコンシン大学グリーン・ベイ校（NCAA）に進学。2010-11シーズンは25試合に出場したが、2011-12シーズンは怪我のため8試合の出場。2012-13シーズンはミネソタ州立大学マンケート校（NCAA2)に所属し33試合に出場、1試合平均14.5得点。
2013-14シーズンにルクセンブルクのブラックスター・メルシュと契約しプロ選手となる。ルクセンブルクでは13試合に出場し、1試合平均25.0得点を記録した。
2014-15シーズンはNBADLのエリー・ベイホークスに所属し42試合に出場、1試合平均7.45得点。
2015年、7月にはNBAサマーリーグに、オーランド・マジックのホワイトチームの一員として参加し、1試合に出場した。同年10月23日には高松ファイブアローズと契約。翌24日の滋賀レイクスターズ戦で初出場。2016年1月に仙台市で開催されたbjリーグオールスターゲームでは主催者推薦により出場した。シーズン44試合に出場し、チームトップの17.1得点。
2020年現在Golden Eagles (TBT)でプレーしている